# داخلية الحرارة
داخلية الحرارة (باليونانية: Endotherm)‏ (تعني: endon = ἔνδον = «داخلي»؛ thermē = θέρμη = «حرارة»). وهي كائنات حية مصادرها الداخلية الفسيولوجية للحرارة في عملية الأيض. وذلك بإطلاق الحرارة بواسطة وظائف الجسد الداخلية بدلا من الاعتماد على العوامل الخارجية. ولكن في حالة البرد القارس أو قلة النشاط فإن «داخليات الحرارة» تطبق بعض الآليات الخاصة لتكييفها وإنتاج الحرارة. ومن الأمثلة على ذلك الوظائف الخاصة كارتجاف العضلات، أيض تفكك الأكسدة الذي يحدث الأنسجة الدهنية السمراء.